# Bobík
Bobík är ett berg i Tjeckien.   Det ligger i regionen Södra Böhmen, i den sydvästra delen av landet, 130 km söder om huvudstaden Prag. Toppen på Bobík är 1 264 meter över havet, eller 171 meter över den omgivande terrängen. Bredden vid basen är 2,0 km. Bobík ingår i Šumava.
Terrängen runt Bobík är huvudsakligen lite kuperad.Runt Bobík är det ganska glesbefolkat, med 22 invånare per kvadratkilometer. Närmaste större samhälle är Volary, 5,8 km söder om Bobík. I omgivningarna runt Bobík växer i huvudsak blandskog.